# Phát sinh chủng loại học
Phát sinh chủng loại học (tiếng Anh: Phylogenetics /faɪlɵdʒɪnɛtɪks/, có nguồn gốc từ tiếng Hy Lạp: φυλή, φῦλον - phylé, phylon = chủng loại, bộ tộc, bộ lạc, thị tộc, gia tộc; γενετικός - genetikós = phát sinh, nguồn gốc)  là một ngành trong sinh học nghiên cứu về hệ thống phát sinh chủng loại, hay lịch sử tiến hóa, phát triển và các mối quan hệ giữa các nhóm sinh vật (ví dụ như loài, hoặc quần thể).
Chúng được phát hiện chủ yếu thông qua các ma trận dữ liệu phân tử, dựa trên trình tự axit nucleic và cấu trúc protein. Kết quả của một nghiên cứu phát sinh chủng loại học là một phát sinh chủng loại - một giả thuyết về lịch sử tiến hóa của các nhóm phân loại.
Các mối quan hệ này được giả thuyết bằng các phương pháp suy luận phát sinh loài đánh giá các đặc điểm di truyền quan sát được, chẳng hạn như trình tự DNA hoặc hình thái, thường theo một mô hình tiến hóa cụ thể của các đặc điểm này. Kết quả của phân tích như vậy là phát sinh chủng loại (còn được gọi là cây phát sinh chủng loại) — một giả thuyết sơ đồ về các mối quan hệ phản ánh lịch sử tiến hóa của một nhóm sinh vật.
Các ngọn của cây phát sinh loài có thể là đơn vị phân loại sống hoặc hóa thạch, và đại diện cho 'phần cuối', hoặc phần hiện tại, trong một dòng tiến hóa. Một sơ đồ phát sinh loài có thể có hoặc không có gốc rễ. Sơ đồ gốc cây cho biết tổ tiên chung giả định, hoặc dòng dõi tổ tiên, của cây. Một sơ đồ cây chưa được lấy gốc (một mạng lưới) không đưa ra giả định về dòng tổ tiên và không chỉ ra nguồn gốc hoặc "gốc rễ" của đơn vị phân loại được đề cập hoặc hướng của các phép biến đổi tiến hóa được suy ra.
Ngoài việc sử dụng thích hợp chúng để suy ra các kiểu phát sinh loài giữa các đơn vị phân loại, các phân tích phát sinh loài thường được sử dụng để thể hiện mối quan hệ giữa các bản sao gen hoặc các sinh vật riêng lẻ. Việc sử dụng như vậy đã trở thành trọng tâm để hiểu về đa dạng sinh học, tiến hóa, sinh thái học và hệ gen.

## Vai trò của hóa thạch
Bởi vì nhiều đặc trưng như phôi thai, hoặc mô mềm, hoặc các đặc trưng phân tử, rất khó có thể trở thành hóa thạch, dù là ở mức độ tốt nhất, và việc diễn giải các hóa thạch là mơ hồ hơn so với việc diễn giải các loài còn sinh sống, nên các loài đã tuyệt chủng gần như lúc nào cũng có tỷ lệ dữ liệu bị thiếu cao hơn so với những loài đang sinh sống. Tuy nhiên, bất chấp những hạn chế này, việc bao gồm các hóa thạch vẫn là vô giá, vì nó có thể cung cấp thông tin trong đoạn thưa thớt của cây tiến hóa, chia nhỏ các nhánh dài và ràng buộc các trạng thái đặc trưng trung gian. Vì vậy, các đơn vị phân loại hóa thạch cũng đóng góp nhiều vào việc phân giải cây tiến hóa như các đơn vị phân loại hiện đại. Các hóa thạch cũng có thể ràng buộc độ tuổi của các dòng dõi và bằng cách ấy chứng minh một cây tiến hóa phù hợp như thế nào với các dữ liệu địa tầng; miêu tả theo nhánh học địa tầng hợp nhất thông tin niên đại vào các ma trận dữ liệu cho các phân tích phát sinh chủng loại.